# Phytoseius mumai
Phytoseius mumai är en spindeldjursart som beskrevs av Ehara 1966. Phytoseius mumai ingår i släktet Phytoseius och familjen Phytoseiidae. Inga underarter finns listade i Catalogue of Life.